# Kochanica króla Jeanne du Barry
Kochanica króla Jeanne du Barry (fr. Jeanne du Barry) – francusko-brytyjsko-belgijski dramat biograficzny z 2023 roku w reżyserii Maïwenn. Zdjęcia kręcono w Wersalu i w Paryżu.
Premierę światową miał obraz jako film otwarcia 76. MFF w Cannes. Był to pierwszy francuski film, w którym Johnny Depp zagrał główną rolę, posługując się językiem francuskim.

## Fabuła
Historia, życie i śmierć Madame du Barry, ostatniej ulubienicy króla Ludwika XV, zgilotynowanej podczas Rewolucji Francuskiej.

## Obsada
- Maïwenn – Madame du Barry
- Johnny Depp – Ludwik XV
- Benjamin Lavernhe – La Borde
- Pierre Richard – książę de Richelieu
- Melvil Poupaud – hrabia du Barry
- Pascal Greggory – książę d'Aiguillon
- India Hair – Adélaïde
- Suzanne de Baecque – Victoire
- Capucine Valmary – Louise
- Diego Le Fur – delfin
- Pauline Pollmann – Maria Antonina
- Micha Lescot – Mercy
- Noémie Lvovsky – hrabina de Noailles
- Marianne Basler – Anne
- Robin Renucci – pan Dumousseaux